# Попова, Ирена Ольгердовна
Ирена Ольгердовна Попова (22 июня 1912 — 3 мая 2008) — передовик советского сельского хозяйства, агроном

 колхоза «Заветы Ильича» Канского района Красноярского края, Герой Социалистического Труда (1949).

## Биография
Родилась 22 июня 1912 года в городе Харькове Харьковской губернии в польской семье чиновника Харьковской таможни.
С лета 1918 года проживала у родных в Винницкой области, где шла Гражданская война. В 1919 году умер отец, а старший брат попытался тайно покинуть родину, но был схвачен. В 1930 году всю семью выслали в Сибирь на спецпоселение в Канский район. Окончив сельскохозяйственный техникум, Ирена стала трудиться на Северной машинно-тракторной станции, а затем на опытной станции Канского района.
С 1947 года трудилась агрономом в колхозе «Заветы Ильича», по итогам работы награждена орденом Ленина.
По результатам работы в 1948 году ей удалось добиться десятипольного севооборота, что сразу привело к высокому урожаю зерновых — по 30,8 центнера пшеницы с каждого гектара посевной площади в среднем. Общая площадь составляла 287,3 гектара.
Указом Президиума Верховного Совета СССР от 21 февраля 1949 года за получение высоких результатов в сельском хозяйстве и рекордные показатели в уборке урожая Ирене Ольгердовне Поповой было присвоено звание Героя Социалистического Труда с вручением ордена Ленина и медали «Серп и Молот».
Продолжала и дальше трудиться в сельском хозяйстве. Постоянно участвовала в выставках достижений народного хозяйства. В декабре 1958 года переехала в Саратовскую область, стала работать агрономом-семеноводом на Энгельсском мелькомбинате. С 1961 года трудилась в управлении сельского хозяйства района. В 1967 году вышла на заслуженный отдых.
Проживала в городе Энгельсе. Умерла 3 мая 2008 года.

## Награды
За трудовые успехи была удостоена:
- золотая звезда «Серп и Молот» (21.02.1949)
- орден Ленина (12.04.1948, 21.02.1949)
- другие медали.